# Achnatherum arnowiae
Achnatherum arnowiae là một loài thực vật có hoa trong họ Hòa thảo. Loài này được (S.L. Welsh & N.D. Atwood) Barkworth mô tả khoa học đầu tiên năm 2006.